# Olibanumlandet
Olibanumlandet är en del av Rökelsevägen  i Oman. Området omfattar Olibanumträd i Wadi Dawkah och lämningar vid oasen Shishr och hamnarna i Khor Rori och Al-Baleed, som var nödvändiga för medeltidens rökelsehandel. År 2000 blev leden ett världsarv.
Världsarvskommitténs motivering löd:
| ” | Kriterium iii: Gruppen av fornminnen i Oman representerar produktionen och distributionen av olibanum, en av de viktigaste lyxprodukterna i den Gamla världen under antiken | „ |

| ” | Kriterium iv: Oasen Shishr och lagren i Khor Rori och Al-Balid är enastående exempel på medeltida befästa bosättningar i området runt Persiska viken | „ |